# Rudná magistrála

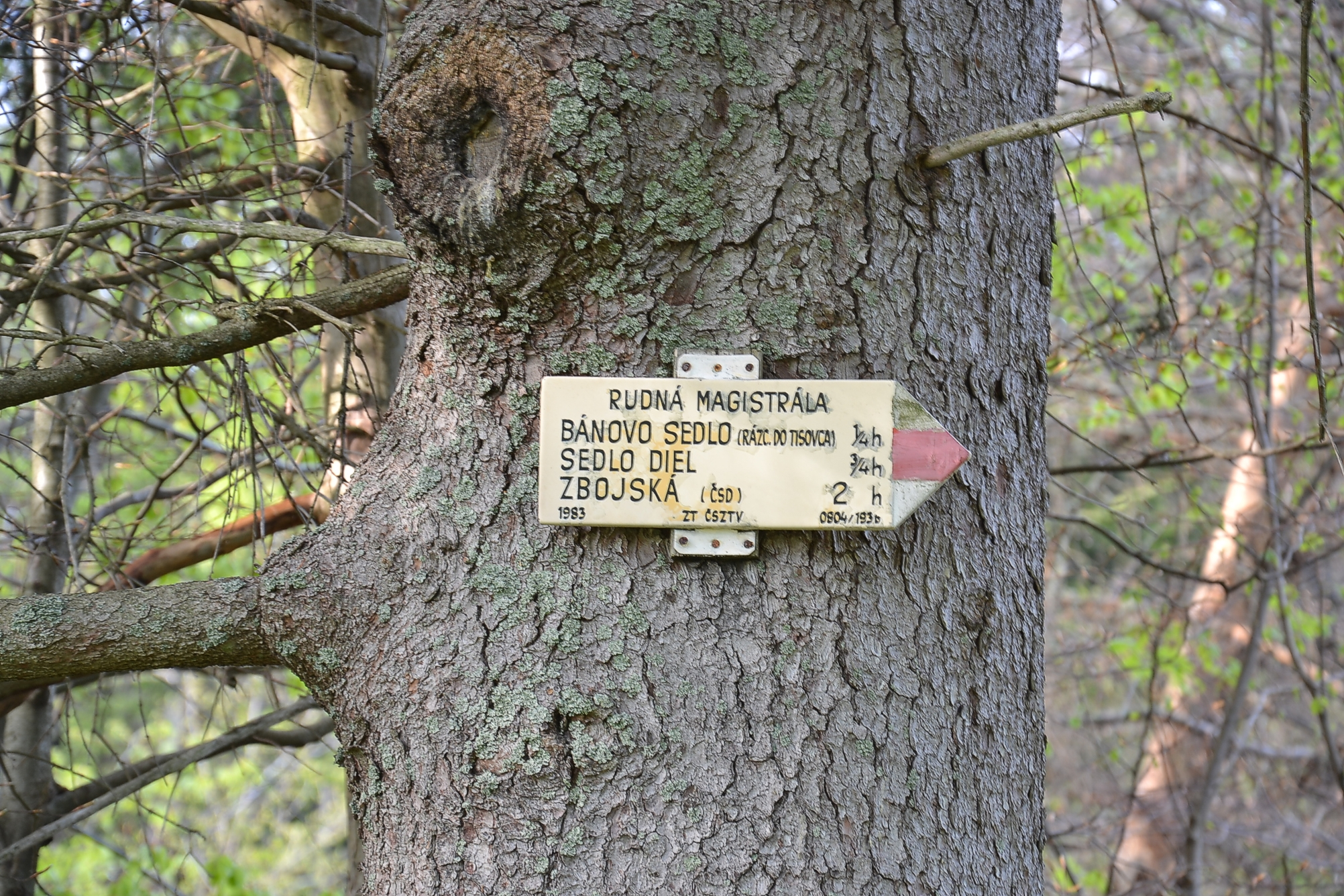

Rudná magistrála je značená dálková turistická trasa na středním Slovensku, spojuje Zlaté Moravce, Banskou Štiavnici a Detvu s vrchem Stolica. Vede Pohronským Inovcem, Štiavnickými vrchy, Javorianskou hornatinou, Poľanou, Veporskými a Stolickými vrchy. Magistrála je dlouhá 240 km a je značená červenými turistickým značkami.

## Průběh trasy
Rudná magistrála je tvořená značenými turistickými trasami 0707, 0804 a 0913.
Magistrála začíná na železniční stanici v Zlatých Moravcích. Pokračuje severovýchodně přes obec Žitavany pod Benát (629 m n. m.) a Obycké louky . Odtud pokračuje na východ kolem Drienky (756 m n. m.) až na Veľký Inovec (900,6 m n. m.).
Dále schází přes Loksovu louku do Bukoviny – části Nové Baně. Za Novou Baňou přechází Hron do obce Brehy, kde se otáčí na severovýchod do obce Rudno nad Hronom. Následuje výstup na sedlo Na plese (600 m n. m.) a pod Veľký Žiar (855,8 m n. m.) přes sedlo Bučina (730 m n. m.) na sedlo Lachtriská (698 m n. m.). Přechodem pod Šariansky vrch (758,6 m n. m.) magistrála pokračuje do obce Vysoká a pokračuje až k Richňavskému jezeru, u kterého se obrací na jih k sedlu Krížna. Nakonec vchází přes sedlo Pod Pinkovým vrchom a vedle Evičkina jezera do Štiavnických Baní a kolem Vtáčniku (800 m n. m.) do Banské Štiavnice.
Z Banské Štiavnice magistrála pokračuje na východ přes Banský Studenec u Studenských jezer přes sedlo Veterná (665 m n. m.) pod Kamzičí vrch (587,1 m n. m.) do obce Babiná, dále přes obec Sása a Saskou dolinu do Zaježové. Odtud dále přes osadu Blýskavica na Makytovou (922,4 m n. m.), Ďurovie vrch (933,5 m n. m.) a Červeňákov vrch (902,2 m n. m.). Přes sedlo Stará Huta-Poľana a osadu Sliačska Podpoľanie pokračuje do Detvy.
Magistrála z Detvy směřuje na sever k chatě Kalamárka a pod Králičku k horskému hotelu Poľana (1 260 m n. m.), kde se setkává několik turistických tras. Pokračuje přes Poľanu (1 457,8 m n. m.), Kopce (1 334 m n. m.), sedlo Jasenová (1 103,5 m n. m.), Hájny grúň (1 207,7 m n. m.), Vepor (1 277,2 m n. m.) a Hrb (1 254,7 m n. m.) k Chatě pod Hrbom (1 068 m n. m.).
Pokračuje údolím Jelenovského potoka k rozcestí Tri vody, odtud traverzou Gazdova (1 009 m n. m.) k rybníku Hronček, na Zákľuky (1 012 m n. m.) a pod vrchol Obrubovance (1 020 m n. m.) až do sedla Tlstý javor (1 015 m n. m.). Dále přes Dlhý Grúň (1 061 m n. m.), Sedmák (1 004 m n. m.), Tri chotáre (1 141 m n. m.), Šopisko (1 084 m n. m.) a Machnáčov grúň (1 098 m n. m.) na Klenovský Vepor (1 338 m n. m.). Z mohutného vrchu pokračuje přes Rozsypok (1 128 m n. m.), sedlo Zbojská (727 m n. m.), rozcestí Tri kopce (1 400 m n. m.) pod Fabovou hoľou, sedlo Burda, Sivákovou, Nižnou Kľakovou a traverzem Kľaku (1 408,7 m n. m.) k rozcestí Studňa na Muránské planině.
Zde se magistrála stáčí na jih až jihovýchod a pokračuje podél hájovny Maretkiná, přes Veľkou lúku, Muránskou Hutu, sedlo Javorinka (942 m n. m.), Šumiackou priehybu, Severnou lúku, Slanské sedlo a sedlo Harová na Stolici (1 476 m n. m.), kde Rudná magistrála končí.

## Galerie

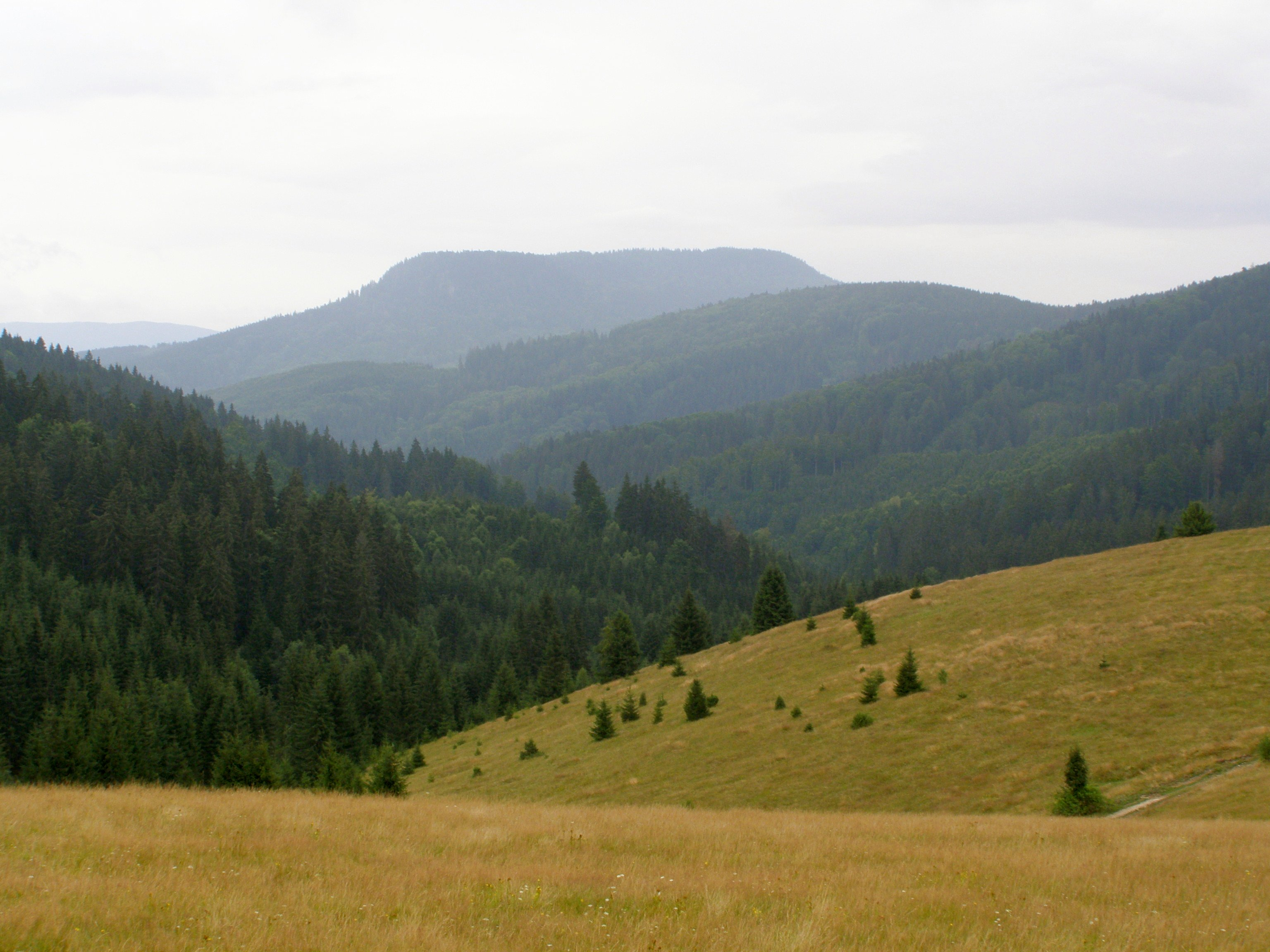
Klenovský Vepor
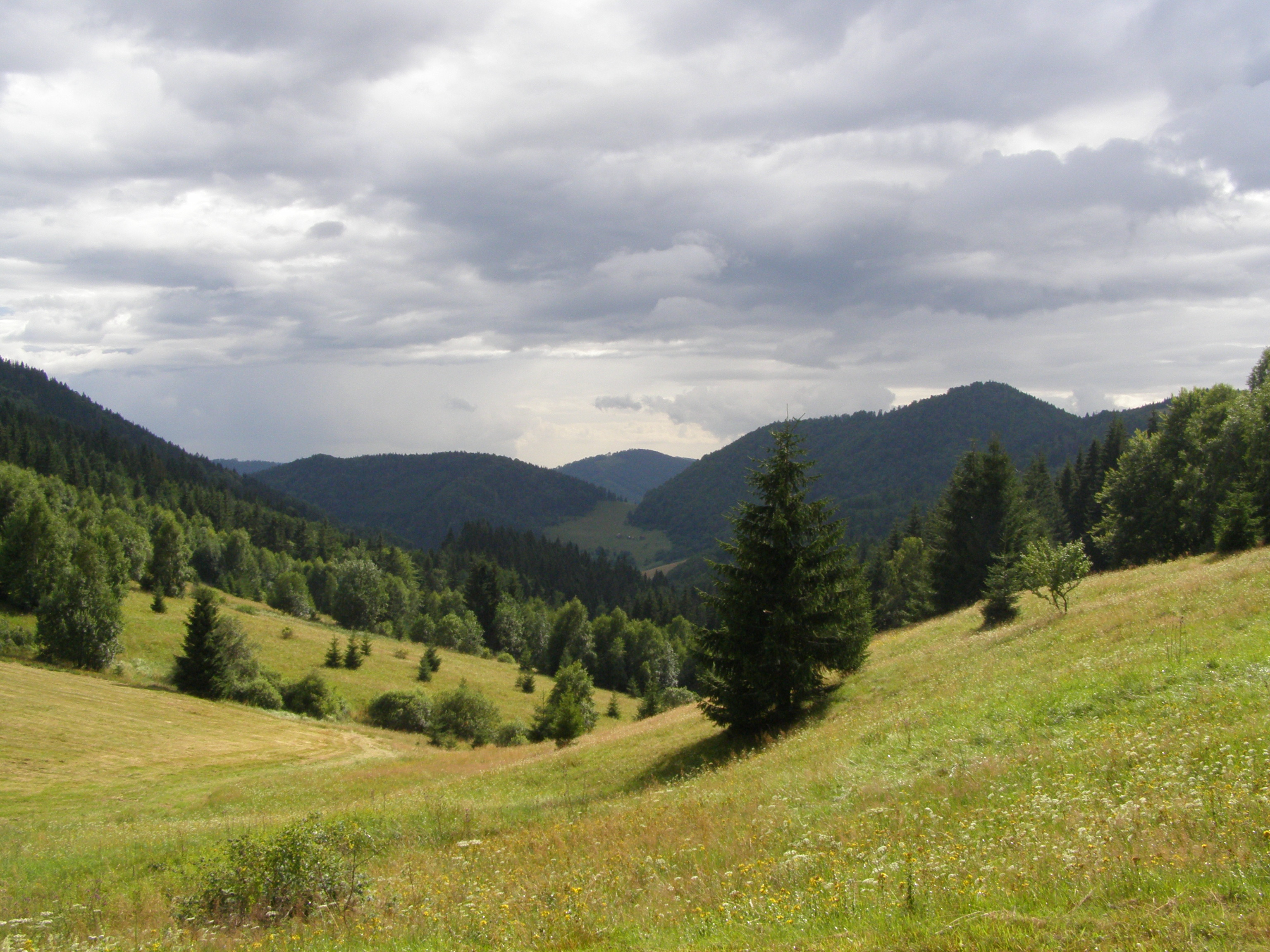
Sedlo Burda
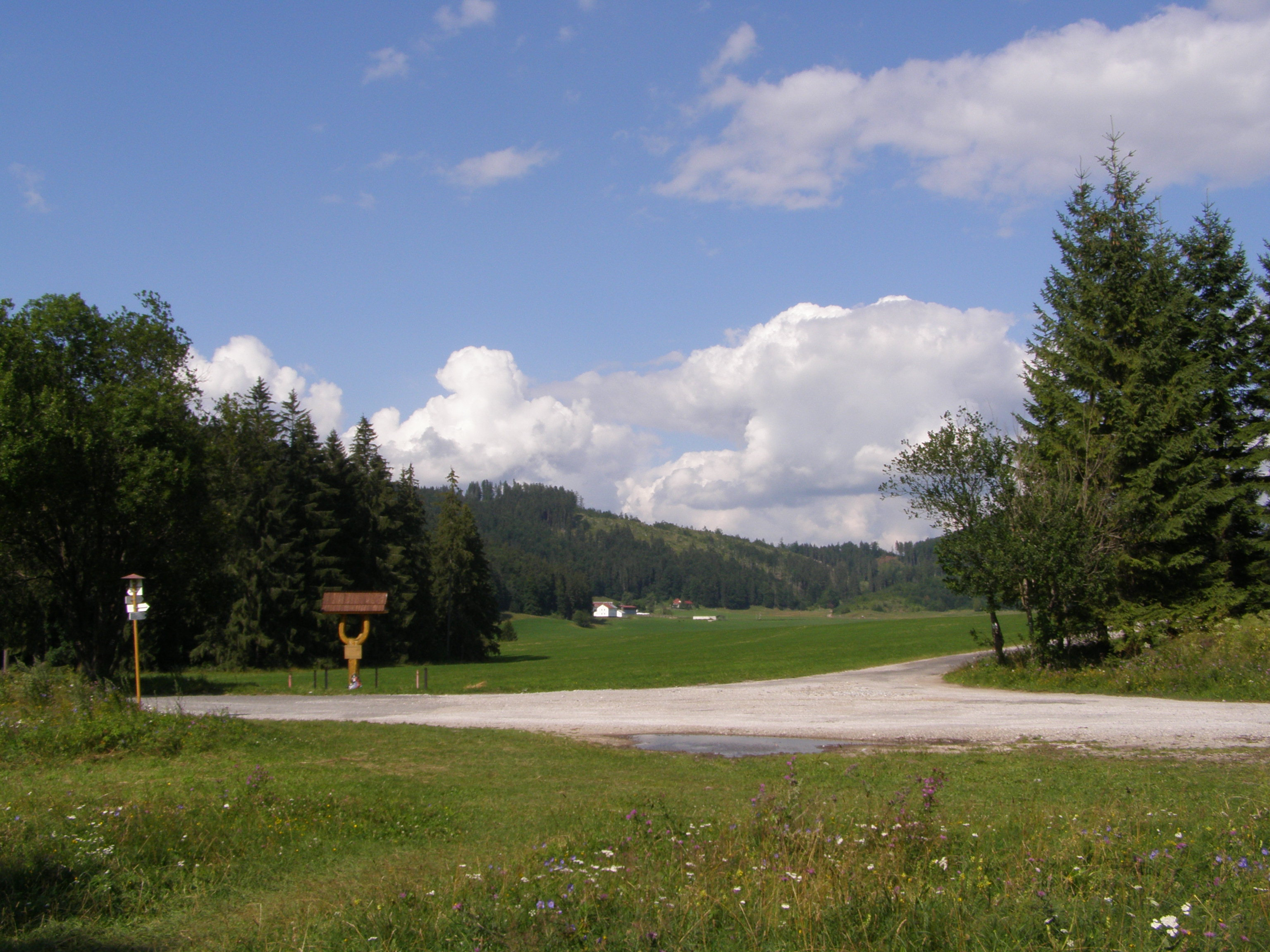
Veľká lúka
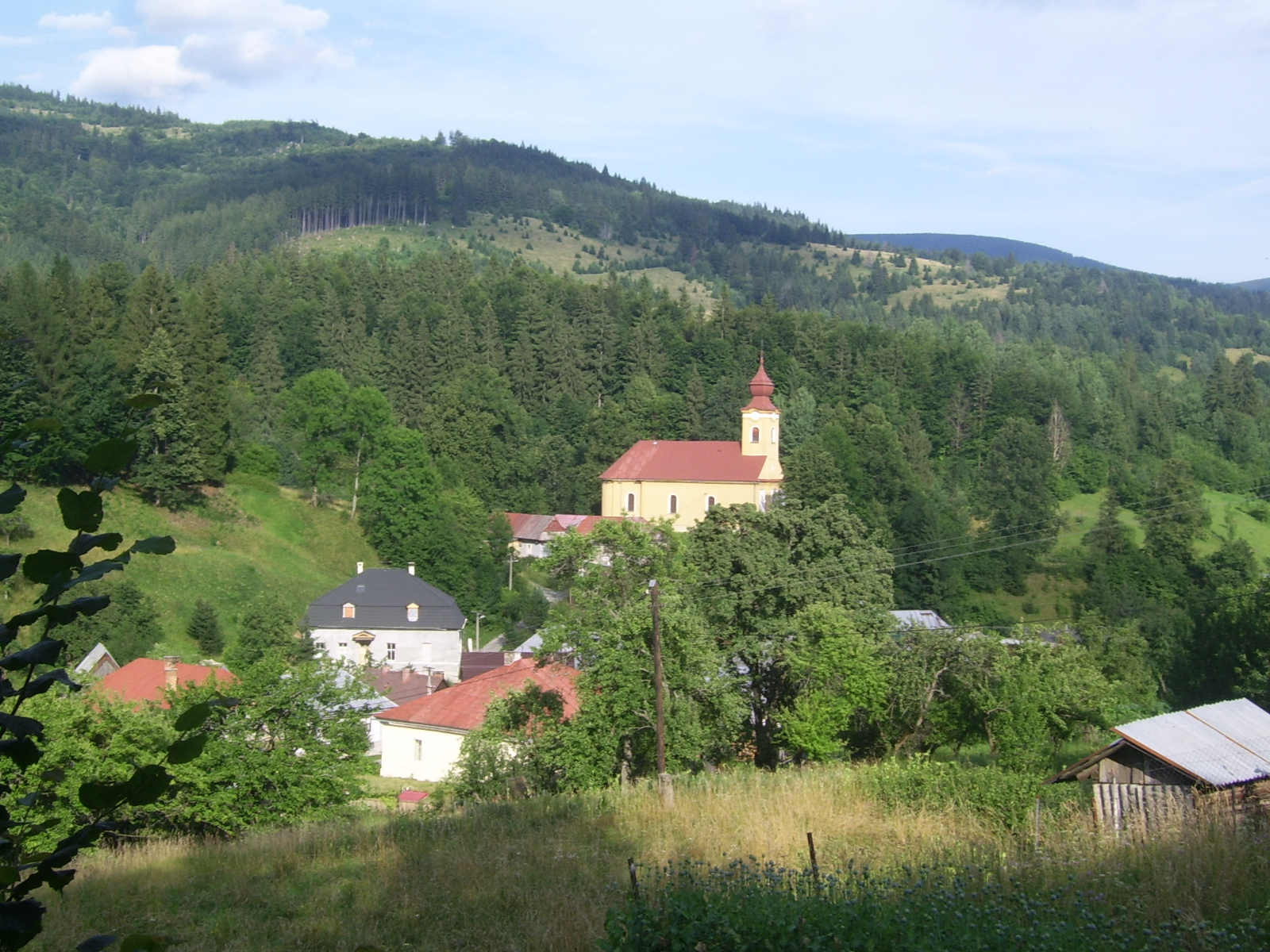
Muránska Huta